# بروميد النحاس الأحادي
 بروميد النحاس الأحادي  مركب كيميائي له الصيغة CuBr ، ويكون على شكل بلورات عديمة اللون بالحالة النقية، خضراء بحالة وجود النحاس الثنائي.

## الخواص
- عدد أكسدة النحاس في هذا المركب +1.
- مركب بروميد النحاس الأحادي ضعيف الانحلالية في الماء، أما في حمض هيدروكلوريك والأمونياك فإنه ينحل مع تشكل معقدات، لكنه غير منحل في حمض الكبريتيك المركز والأسيتون.
- تتميز معقدات بروميد النحاس الأحادي مع مشتقات البيريدين بأن لها خاصية تلون حراري Thermochromism .

## التحضير
يحضر برميد النحاس الأحادي عادة من تفاعل اختزال أملاح النحاس الثنائي بالسلفيت بوجود أيون البروميد  ، عادة يتم تفاعل الاختزال على بروميد النحاس الثنائي حسب التفاعل:
2CuBr2 + H2O + SO32− → 2CuBr + SO42− +2 HBr
يمكن للمركب أيضاً أن يحضر من حل فلز النحاس في حمض هيدروبروميك
2 HBr + 2Cu → 2CuBr + H2

## الاستخدامات
- يستخدم كحفاز في تفاعلات الكيمياء العضوية، مثل تفاعل ساندماير حيث يتم تحضير البروميدات العطرية من الأمينات العطرية (مشتقات الأنيلين).[4]

ArN2+ + CuBr → ArBr + N2 +Cu+
- له تطبيقات في مجال الليزر.[5]